# That's That Shit
That's That Shit, spesso chiamato semplicemente That's That, è il secondo singolo di Snoop Dogg estratto dall'album Tha Blue Carpet Treatment. Nel Regno Unito invece il brano è stato il primo estratto. Il singolo ha ottenuto un considerevole successo negli Stati Uniti, dove è riuscito ad entrare nella top 20.
La versione pubblicata su singolo differisce da quella presente sull'album. Nella versione su singolo è presente una introduzione in cui viene campionata una melodia presente nella scena del bagno del film Il principe cerca moglie del 1988.

## Tracce
A1 That's That (Radio) featuring R. Kelly - 4:17
A2 That's That (LP) featuring R. Kelly - 4:17
A3 That's That (Instrumental) - 4:17
B1 Crazy (Radio) featuring Nate Dogg - 4:31
B2 Crazy (LP) featuring Nate Dogg - 4:32
B3 Crazy (Instrumental) - 4:31

## Classifiche
| Classifica (2006)          | Posizione Più alta |
| -------------------------- | ------------------ |
| U.S. Billboard Hot 100     | 20                 |
| U.S. Hot Digital Songs     | 14                 |
| U.S. Hot R&B/Hip-Hop Songs | 9                  |
| U.S. Hot Rap Tracks        | 3                  |
| U.S. Pop 100               | 29                 |
| Rhythmic Top 40            | 7                  |
| ARC Weekly Top 40          | 33                 |
| Regno Unito                | 38                 |
| Germania                   | 39                 |
| Finlandia                  | 6                  |
| Irlanda                    | 43                 |
| Svizzera                   | 37                 |
| Nuova Zelanda              | 18                 |
| Australia                  | 64                 |
| Brasile                    | 34                 |
| Svezia                     | 55                 |
| Francia                    | 30                 |